# Jeep Wrangler
Jeep Wrangler este o serie de SUV-uri compacte și de dimensiuni medii cu tracțiune integrală și capabilități off-road, produse de Jeep din 1986 și aflate în prezent la a patra generație. Wrangler JL, cea mai recentă generație, a fost prezentată la sfârșitul anului 2017 și este produsă în complexul Toledo Complex al Jeep.
Wrangler-ul este o evoluție directă a Jeep-ului din Al Doilea Război Mondial, prin intermediul modelelor CJ (Jeep-uri civile) produse de Willys, Kaiser-Jeep și American Motors Corporation (AMC) din anii 1940 până în anii 1980. Deși nici AMC, nici Chrysler (după achiziția AMC în 1987) nu au susținut oficial că Wrangler-ul este un descendent direct al modelului militar original — atât modelele CJ cât și Wrangler-ul, păstrând axele rigide și caroseria deschisă, au fost considerate modele emblematice pentru identitatea mărcii Jeep, așa cum este Porsche 911 pentru Porsche.
Similar cu Willys MB și Jeep-urile CJ dinainte, toate modelele Wrangler continuă să utilizeze o caroserie separată de șasiu, axe rigide atât față cât și spate, un design frontal îngust cu aripi evazate, parbriz rabatabil și posibilitatea de a fi conduse fără uși. De asemenea, cu puține excepții, dispun de sisteme de tracțiune integrală parțială, cu opțiuni de viteze înalte și joase, și caroserii deschise cu acoperișuri dure sau textile detașabile. Totuși, seria Wrangler a fost proiectată special pentru a fi mai sigură și mai confortabilă pe drumurile publice, pentru a atrage șoferii de zi cu zi, prin îmbunătățirea suspensiei, transmisiei și interiorului, comparativ cu linia CJ. Suspensia tuturor Wrangler-elor include bare de ghidare (trackbars) și bară antiruliu și, începând cu modelul TJ din 1997, arcuri elicoidale față și spate, înlocuind arcurile cu foi anterioare.
Începând cu 2004, Wrangler-ul a fost completat de versiuni cu ampatament lung, numite Wrangler Unlimited. Modelele din perioada 2004-2006 au fost versiuni mai lungi cu 2 uși. În 2004, doar versiunile „Unlimited” echipate cu transmisie automată au fost disponibile. În 2005, au fost oferite atât versiuni automate, cât și cu transmisie manuală în 6 trepte (NSG-370). Din 2007, versiunile cu ampatament lung au devenit modele cu 4 uși, oferind peste 20 in (508 mm) spațiu suplimentar. Până la jumătatea anului 2017, modelele cu 4 uși reprezentau trei sferturi din toate Wrangler-ele noi de pe piață.

## Notă explicativă
1. ↑    -  American Motors (1987–1988) 
  -  Chrysler Corporation (1988–1998) 
  -  DaimlerChrysler (1998–2007) 
  -  Chrysler LLC (2007–2009) 
  -  Chrysler Group LLC (2009–2014) 
  -  FCA US LLC (2014–2021) 
  -  Stellantis North America (2021–prezent)